# Meliboeus aeneopictus
Meliboeus aeneopictus es una especie de escarabajo barrenador metálico del género Meliboeus, familia Buprestidae, orden Coleoptera.

## Taxonomía
Fue descrita por Kerremans en 1895 y publicada en Kerremans C. Buprestides d'Indo-Malais. Annales de la Société entomologique de Belgique 39:192-224. (1895).